# Sartilly
Sartilly és un municipi francès situat al departament de la Manche i a la regió de Normandia. L'any 2007 tenia 1.397 habitants.

## Demografia

### Població
El 2007 la població de fet de Sartilly era de 1.397 persones. Hi havia 618 famílies de les quals 223 eren unipersonals (88 homes vivint sols i 135 dones vivint soles), 223 parelles sense fills, 135 parelles amb fills i 37 famílies monoparentals amb fills.
La població ha evolucionat segons el següent gràfic:
Habitants censats

### Habitatges
El 2007 hi havia 767 habitatges, 637 eren l'habitatge principal de la família, 70 eren segones residències i 60 estaven desocupats. 613 eren cases i 152 eren apartaments. Dels 637 habitatges principals, 319 estaven ocupats pels seus propietaris, 309 estaven llogats i ocupats pels llogaters i 10 estaven cedits a títol gratuït; 16 tenien una cambra, 89 en tenien dues, 146 en tenien tres, 169 en tenien quatre i 216 en tenien cinc o més. 486 habitatges disposaven pel capbaix d'una plaça de pàrquing. A 347 habitatges hi havia un automòbil i a 211 n'hi havia dos o més.

### Piràmide de població
La piràmide de població per edats i sexe el 2009 era:
| Homes | Edats   | Dones |
| ----- | ------- | ----- |
| 0     | 95 o +  | 4     |
| 0     | 90 a 94 | 12    |
| 12    | 85 a 89 | 56    |
| 12    | 80 a 84 | 12    |
| 28    | 75 a 79 | 48    |
| 28    | 70 a 74 | 56    |
| 48    | 65 a 69 | 36    |
| 20    | 60 a 64 | 36    |
| 28    | 55 a 59 | 24    |
| 28    | 50 a 54 | 20    |
| 64    | 45 a 49 | 60    |
| 40    | 40 a 44 | 44    |
| 36    | 35 a 39 | 56    |
| 20    | 30 a 34 | 36    |
| 24    | 25 a 29 | 36    |
| 32    | 20 a 24 | 8     |
| 48    | 15 a 19 | 52    |
| 56    | 10 a 14 | 28    |
| 32    | 5 a 9   | 32    |
| 16    | 0 a 4   | 16    |

## Economia
El 2007 la població en edat de treballar era de 790 persones, 595 eren actives i 195 eren inactives. De les 595 persones actives 529 estaven ocupades (257 homes i 272 dones) i 66 estaven aturades (32 homes i 34 dones). De les 195 persones inactives 101 estaven jubilades, 51 estaven estudiant i 43 estaven classificades com a «altres inactius».

### Ingressos
El 2009 a Sartilly hi havia 691 unitats fiscals que integraven 1.481,5 persones, la mediana anual d'ingressos fiscals per persona era de 16.194 €.

### Activitats econòmiques
Dels 106 establiments que hi havia el 2007, 1 era d'una empresa extractiva, 6 d'empreses alimentàries, 5 d'empreses de fabricació d'altres productes industrials, 17 d'empreses de construcció, 19 d'empreses de comerç i reparació d'automòbils, 5 d'empreses de transport, 2 d'empreses d'hostatgeria i restauració, 2 d'empreses d'informació i comunicació, 4 d'empreses financeres, 9 d'empreses immobiliàries, 11 d'empreses de serveis, 18 d'entitats de l'administració pública i 7 d'empreses classificades com a «altres activitats de serveis».
Dels 36 establiments de servei als particulars que hi havia el 2009, 1 era una gendarmeria, 1 oficina de correu, 3 oficines bancàries, 3 tallers de reparació d'automòbils i de material agrícola, 1 autoescola, 4 paletes, 3 guixaires pintors, 4 fusteries, 2 lampisteries, 2 electricistes, 1 empresa de construcció, 4 perruqueries, 3 veterinaris, 1 restaurant, 2 agències immobiliàries i 1 saló de bellesa.
Dels 11 establiments comercials que hi havia el 2009, 2 eren supermercats, 4 fleques, 1 una fleca, 1 una llibreria, 2 drogueries i 1 una joieria.
L'any 2000 a Sartilly hi havia 40 explotacions agrícoles que ocupaven un total de 896 hectàrees.

## Equipaments sanitaris i escolars
El 2009 hi havia 1 centre de salut, 1 farmàcia i 1 ambulància.
El 2009 hi havia 1 escola maternal i 2 escoles elementals. Sartilly disposava d'un col·legi d'educació secundària amb 258 alumnes.

## Poblacions més properes
El següent diagrama mostra les poblacions més properes.